# Falcon Lake Estates (Teksas)
Falcon Lake Estates je naseljeno mjesto za statističke potrebe u američkoj saveznoj državi Teksas. Prema popisu stanovništva iz 2010. u njemu je živjelo 1.036 stanovnika.